# Oncholaimus cobbi
Oncholaimus cobbi är en rundmaskart som först beskrevs av Hans August Kreis 1935.  Oncholaimus cobbi ingår i släktet Oncholaimus och familjen Oncholaimidae. Inga underarter finns listade i Catalogue of Life.